# Erennio Modestino
Elio Floriano Erennio Modestino (latino: Elius Florianus Herennius Modestinus; fl. metà III secolo) è stato un giureconsulto romano.

## Biografia
Nacque nella parte di lingua greca dell'impero romano o forse in Dalmazia, e fu studente di Ulpiano, attivo durante la prima metà del III secolo d.C. Tra il 226 e il 244 fu praefectus vigilum di Roma, mentre dal 227 al 228 fu precettore di Massimino il giovane, figlio dell'imperatore Massimino Trace. 
Nella legge delle citazioni è uno dei cinque giuristi, assieme a Ulpiano, Papiniano, Gaio e Paolo, le cui opere erano automaticamente fonti utilizzabili in processi legali. Nel Digesto di Giustiniano I almeno 345 passi sono tratti da scritti di Modestino.

## Opere
- Responsorum, in 19 libri
- Pandectarum, 12 libri
- Regularum, 10 libri
- Differentiarum, 9 libri
- Excusationum, 6 libri
- De praescriptionibus, 4 libri
- De poenis, 4 libri
- Ad Quintum Mucium
- De ritu nuptiarum
- De manumissionibus
- De legatis et fideicommissis
- De heurematicis
- De inofficioso testamento
- De differentia dotis
- De testamentis